# Goniopalpia delicatalis
Goniopalpia delicatalis là một loài bướm đêm trong họ Crambidae.